# 1855 en Bretagne
 Chronologie de la Bretagne
- 1851
- 1852
- 1853
- 1854
- 1855
- 1856
- 1857
- 1858
- 1859

Cette page recense des événements qui se sont produits durant l'année 1855 en Bretagne.

## Événements
- 17 février : lancement à Brest du vaisseau à trois-ponts « Bretagne. »
- 2 mai : une loi est promulguée pour un « Chemin de fer de Nantes à Châteaulin, avec embranchement sur Napoléonville »
- 16 juin : création de la compagnie des chemins de fer de l'Ouest par la fusion de plusieurs compagnies ferroviaires desservant la Bretagne et la Normandie[1].

## Constructions
- en Ille-et-Vilaine

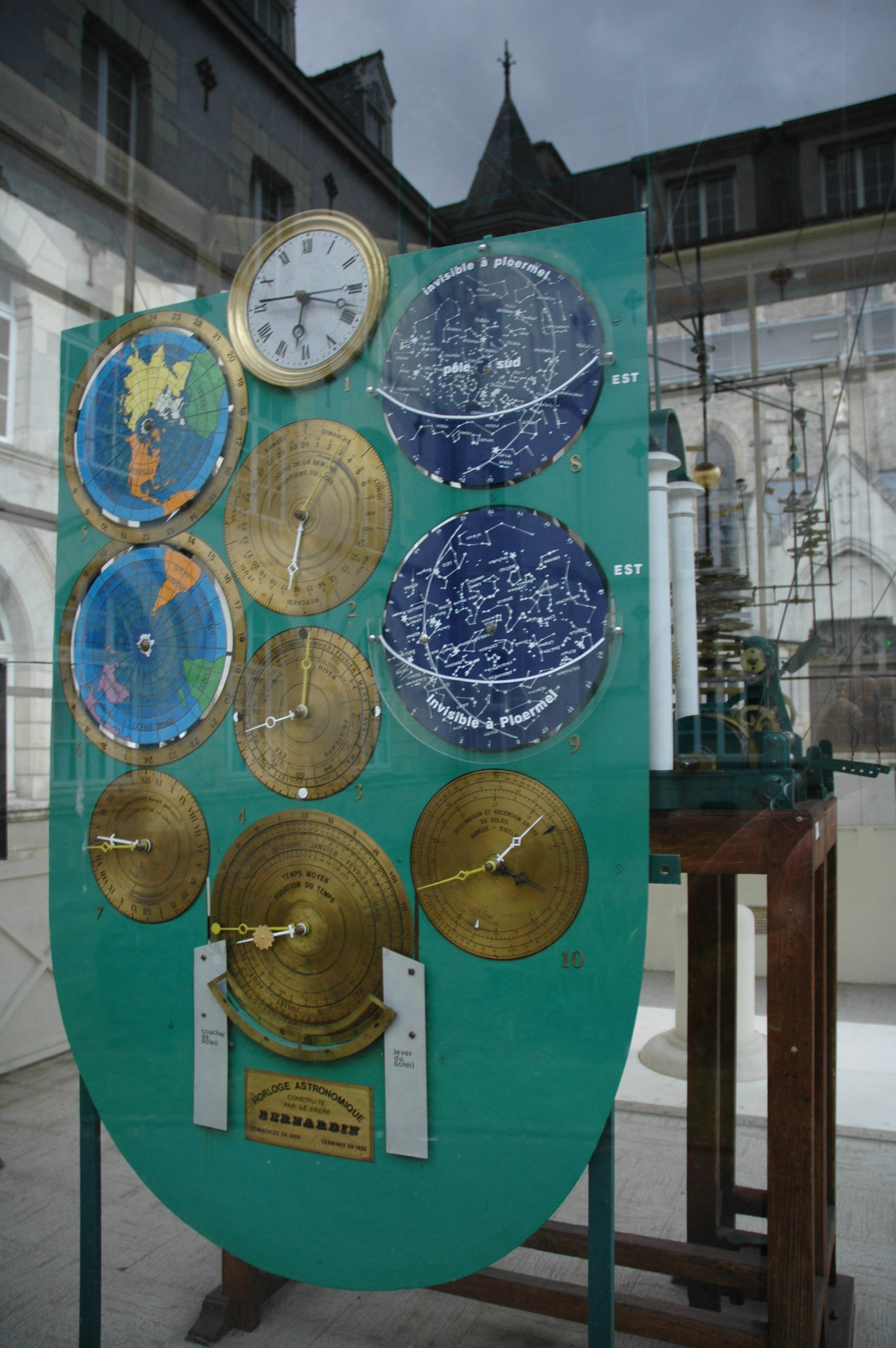
L'horloge astronomique de Ploërmel.

  - Mecé : début de la construction de l'église de l'Immaculée-Conception.
  - Rennes : achèvement du palais universitaire par l'architecte Vincent Boullé.
  - Saint-Brice-en-Coglès : pose de la première pierre de l'église Saint-Brice par Mgr Godefroy Brossay-Saint-Marc.
  - Vitré : début des travaux de construction de la gare.
- en Morbihan
  - Bubry : chapelle Notre-Dame-de-la-Salette.
  - Languidic : logis du moulin de Coët-Megan.
  - Ploërmel : achèvement de l'horloge astronomique, débutée en 1850. par Gabriel Morin[2].
  - Saint-Philibert : phare de Kernevest.

## Naissances
- 12 avril : Jean-Marie Le Jeune (Pleyber-Christ, 1855 ; New Westminster, Colombie-Britannique, 1930), prêtre.

## Décès
- Pierre Faure (Nantes, 1777 ; 1855), géographe.
- 29 janvier : Claude Charles Rouxel (Plérin, 1771 ; Saint-Brieuc, 1855), homme politique.
- 31 janvier : Joseph-Marie Graveran (Crozon, 1793 ; Quimper, 1855), député du Finistère en 1848-1849 et évêque de Quimper de 1840 à sa mort.
- 27 mai : Jean-Louis Dubreton (Ploërmel, 1773 ; Versailles, 1855), général.
- 28 juillet : Auguste Barchou de Penhoën (Morlaix, 1793 ; Saint-Germain-en-Laye, 1855), historien et homme politique.
- 29 décembre : Louis Richelot (Rennes, 1786 ; Rennes, 1855), architecte.